# 1er corps de cavalerie (France)
Le 1er corps de cavalerie est une unité de l'armée française qui participe à la Première Guerre mondiale.

## Les chefs du1erCorps de Cavalerie
- 2 août - 8 septembre 1914 : Général Sordet
- 8 - 17 septembre 1914 : Général Bridoux
- 17 - 26 septembre 1914 : Général Buisson, qui prend le commandement provisoire à la mort du général Bridoux, mais dont les divisions sont réunies, dès le 18 septembre, à celles du 2ème Corps de cavalerie du général Conneau, pour former, sous le commandement de ce dernier, un corps unique rattaché à la IIe armée : en fait, le général Buisson exercera son commandement jusqu'au 26 septembre, pour les besoins de la défense de Péronne
- 26 septembre 1914 - 2 mars 1917 : Général Conneau
- 2 mars 1917 - 1er janvier 1919 : Général Feraud

## Première guerre mondiale

### Composition

#### Avril 1917-décembre 1918[1]
- 1re division de cavalerie
- 3e division de cavalerie
- 5e division de cavalerie
- 1re division de cavalerie à pied[2]

### Historique

#### 1914
- août : offensive en Lorraine[réf. souhaitée] 7-11	septembre : participation sous le commandement du général	Bridoux, à la bataille de l'Ourcq qui concourt à la première	victoire de la Marne 7-11	septembre : participation, sous le commandement du général	Bridoux, à la bataille de l'Ourcq qui concourt à la première	victoire de la Marne
- 7-11 septembre : participation, sous le commandement du général Bridoux, à la bataille de l'Ourcq qui concourt à la première victoire de la Marne
- 14-21 septembre : offensive en direction de Saint-Quentin, mort du général Bridoux à Poeuilly le 17 septembre, bataille de l'Aisne
- 26 - 29 septembre : engagé dans la première bataille de Picardie ; exploration vers Bapaume et Croisilles.
- 29 septembre - 18 octobre : engagé dans la première bataille d'Artois. Défense d'Arras, combats de Croisilles (30 septembre), de Feuchy (2 octobre), de Souchez et de Givenchy (4 octobre), d'Aix-Noulette et de Notre-Dame-de-Lorette (6, 7 octobre) de Pont-à-Vendin (8 octobre). À partir du 12 octobre, engagé dans la première bataille des Flandres ; défense de la vallée de la Lys. Combat de Lestrem, de La Gorgue, d'Estaires (du 12 au 15 octobre), de Laventie (16 octobre) et de Fromelles (17 octobre).
- 18 - 25 octobre : opération et combats, en liaison avec l'armée britannique, dans la région de Fromelles.
- 25 octobre - 1er novembre : retrait du front ; reconstitution dans la région de Merville, Cassel. (éléments à la disposition de l'armée britannique).
- 1er - 12 novembre : mouvement vers la région d'Ypres. Engagé dans la bataille d'Ypres. Combat dans la région de Messines, en liaison avec l'armée britannique.
- 12 novembre - 5 décembre : retrait du front (relève par l'armée britannique). Reconstitution dans la région de Wormhoudt.
- 5 - 29 décembre : mouvement vers la région de Saint-Pol, puis vers celle de Frévent ; repos.
- 29 décembre 1914 - 26 janvier 1915 : participation à l'occupation des secteurs de la région Noulette, Liévin.

#### 1915
- 26 janvier - 12 février : mouvement vers la région de Breteuil, Compiègne ; repos.
- 12 février - 21 mars : transport par V.F. dans la région de Châlons-sur-Marne ; repos. Éléments en secteur vers Auberive-sur-Suippe.
- 21 mars - 1er avril : mouvement vers la région Chavanges, Ramerupt ; repos.
- 1er - 17 avril : mouvement vers Verdun, éléments en secteur dans la région de Moulainville.
- 17 avril - 29 mai : mouvement vers Saint-Dizier, puis à partir du 26 avril, transport par V.F. dans la région de Breteuil ; repos. Éléments en secteur vers Rouvroy-en-Santerre.
- 29 mai - 10 novembre : mouvement vers la région nord d'Amiens, puis vers celle de Doullens. Tenu prêt à intervenir en vue de la poursuite dans la seconde bataille d'Artois, en engagé. Éléments en secteur vers Foncquevillers.
- 10 novembre 1915 - 16 février 1916 : occupation d'un secteur vers Berles-au-Bois, Château-Crinchon (en liaison avec l'armée britannique).

#### 1916
- 16 février - 14 avril : retrait du front (relève par l'armée britannique) ; mouvement vers la région Gournay-en-Bray, Marseille-en-Beauvaisis ; repos. Éléments en secteur vers Marquéglise.
- 14 avril - 18 juin : occupation d'un secteur entre Armancourt et Maucourt.
- 18 juin - 9 septembre : retrait du front ; mouvement vers le camp de Crèvecœur, puis vers la région de Conty ; repos et instruction. Éléments en secteur vers Biaches.
- 9 septembre - 1er octobre : mouvement vers le front ; rassemblement dans la région de Cerisy-Gailly. Tenu prêt à intervenir dans la bataille de la Somme ; non engagé.
- 1er octobre - 11 novembre : mouvement vers la région Conty, Ailly-sur-Noye ; instruction et repos, jusqu'au 8 octobre puis de nouveau à partir du 30 octobre, éléments en secteur vers Biaches.
- 11 - 19 novembre : mouvement vers la région de Compiègne.
- 19 novembre 1916 - 7 mars 1917 : occupation d'un secteur entre Tracy-le-Mont et l'Oise.

2 décembre 1916 : extension du secteur à droite jusqu'à la ferme de Quennevières.

#### 1917
- 7 - 17 mars : retrait du front ; mouvement vers le camp de Crèvecœur ; instructions.
- 17 - 27 mars : les unités du corps d'armée sont mises à la disposition des armées engagées dans la poursuite de l'armée allemande lors de son repli.
- 27 mars - 10 avril : regroupement dans la région Crépy-en-Valois, Mareuil-sur-Ourcq.
- 10 - 18 avril : mouvement vers la région de Fismes, en vue d'exploiter les résultats de l'offensive projetée (bataille du Chemin des Dames) ; non engagé.
- 18 avril - 20 mai : mouvement vers la région de Château-Thierry, puis vers celle de Coulommiers, enfin vers celle de Crépy-en-Valois ; repos et instruction. À partir du 2 mai, éléments en secteur vers Coucy-le-Château.
- 20 mai 1917 - 5 février 1918 : occupation d'un secteur Quincy-Basse et l'Oise.

3 février 1918 : réduction du front à gauche jusqu'à Barisis-aux-Bois.

#### 1918
- 5 février - 22 mars : retrait du front ; repos et instruction dans la région de Cuts.
- 22 mars - 5 avril : engagé dans la première bataille de Noyon sur le front Courval, Tergnier, puis défense de la rive sud de l'Oise, de Manicamp à Ourscamp.
- 5 - 23 avril : retrait du front ; mouvement vers la région des Andelys, reconstitution.
- 23 avril - 28 mai : mouvement vers les régions de Lagny et de Charly-sur-Marne, puis vers celle de Dormans, d'Épernay et de Vitry-le-François ; repos.
- 28 mai - 12 juin : engagé dans la troisième bataille de l'Aisne, résistance à l'offensive allemande sur la Vesle, puis vers Arcis-le-Ponsart, Ville-en-Tardenois, Châtillon-sur-Marne. À partir du 1er juin, organisation défensive d'un secteur entre Champlat-et-Boujacourt et Courthiézy[3].
- 12 juin - 2 juillet : retrait du front ; reconstitution dans la région de Montmirail.
- 2 - 15 juillet : mouvement vers la région Vertus, Châlons-sur-Marne ; repos et instruction.
- 15 - 20 juillet : engagé dans la quatrième bataille de Champagne, défense de la rive sud de la Marne, entre Œuilly et Festigny-les-Hameaux, puis à partir du 17 juillet contre-attaque et reprise de la rive sud. Combats d'Œuilly et de Montvoisin.
- 20 - 24 juillet : retrait du front, mouvement vers la région sud de Meaux.
- 24 - 29 juillet : mouvement vers la région nord-ouest de Château-Thierry, en vue de la poursuite, non engagé.
- 29 juillet - 5 septembre : mouvement vers la région sud de Meaux, vers Châlons-sur-Marne ; repos et instruction.
- 5 - 23 septembre : mouvement vers la région d'Arcis-sur-Aube ; repos et instruction.
- 23 septembre - 9 octobre : mouvement vers Châlons-sur-Marne. Tenu prêt, dans la région de la Py à exploiter le succès au cours de l'avance française (bataille de Champagne et d'Argonne) ; non engagé.
- 9 octobre - 2 novembre : mouvement vers la région de Reims, puis vers celle de Fismes ; repos et travaux.
- 2 - 11 novembre : mouvement vers l'est ; tenu prêt, dans la région de Vaucouleurs à intervenir dans l'offensive projetée en Lorraine.

### Rattachement
- 1re armée

17 - 26 avril 1915
11 novembre 1916 - 13 mars 1917
- 2e armée

18 septembre - 1er octobre 1914
26 janvier - 12 février 1915
26 avril - 19 juillet 1915
- 3e armée

13 - 27 mars 1917
27 avril 1917 - 18 janvier 1918
11 février - 22 mars 1918
- 4e armée

12 février - 4 avril 1915
4 - 29 mai 1918
2 - 6 juillet 1918
3 août - 18 octobre 1918
- 5e armée

5 - 28 avril 1918
29 mai - 2 juillet 1918
14 - 19 juillet 1918
20 - 23 juillet 1918
2 - 3 août 1918
18 octobre - 11 novembre 1918
- 6e armée

20 février - 11 novembre 1916
18 janvier - 11 février 1918
22 mars - 5 avril 1918
28 avril - 4 mai 1918
23 juillet - 2 août 1918
- 8e armée

16 novembre - 6 décembre 1914
- 9e armée

6 - 14 juillet 1918
19 - 20 juillet 1918
- 10e armée

5 octobre - 2 novembre 1914
6 décembre 1914 - 26 janvier 1915
19 juillet 1915 - 20 février 1916
27 mars - 27 avril 1917
- Détachement d'armée de Belgique

2 - 16 novembre 1914
- Détachement d'armée Gérard

4 - 17 avril 1915
- groupe d'armée Maud'huy

1er - 5 septembre 1914